# Loin d'ici
«Loin d'ici» —en español: «Lejos de aquí»— es una canción compuesta por Zoë Straub y Christof Straub, e interpretada en francés por Zoë. Se lanzó como descarga digital el 5 de febrero de 2016 a través de Global Rockstar Music. Fue elegida para representar a Austria en el Festival de la Canción de Eurovisión de 2016 tras ganar la final nacional austriaca, Wer singt für Österreich?, en 2016.

## Videoclip
En marzo de 2016, Zoë grabó el videoclip oficial de la canción, dirigido por Ramon Rigoni, y fue publicado el 15 de marzo. El vídeo contaba con una vista 2D con imágenes de acuarelas.

## Festival de Eurovisión

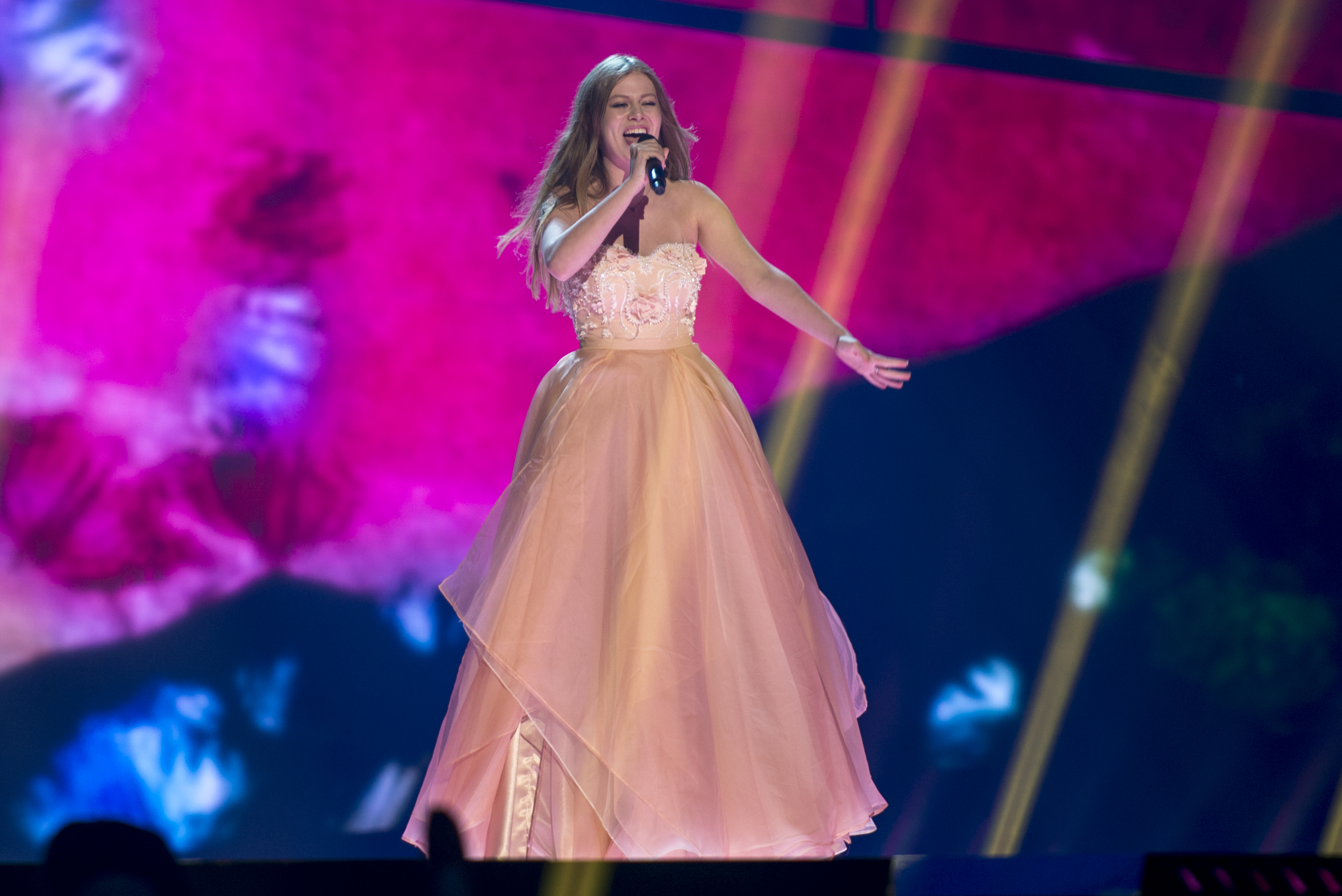
Straub interpretando la canción durante un ensayo antes de la primera semifinal del Festival de la Canción de Eurovisión 2016.

### Wer singt für Österreich?
Esta canción participó en el certamen austriaco para elegir la canción representante de Austria en el Festival de la Canción de Eurovisión 2016, celebrado el 12 de febrero de ese año y organizado por la Radiodifusión Austriaca. Primero participó en la primera ronda, en la que participaron 10 canciones, quedando entre las dos mejores canciones.
Así, participó en la segunda ronda, donde se interpretaron esta canción e «I'll Be Around (Bounce)». Finalmente, la canción se declaró ganadora del certamen, siendo así seleccionada para representar a su país en el Festival de la Canción de Eurovisión 2016.

### Festival de la Canción de Eurovisión 2016
Esta canción fue la representación austriaca en el Festival de la Canción de Eurovisión 2016. Además, fue la única canción que no se interpretó en inglés durante la final del certamen.
El 25 de enero de 2016, se organizó un sorteo de asignación en el que se colocaba a cada país en una de las dos semifinales, además de decidir en qué mitad del certamen actuarían.
Así, la canción fue interpretada en duodécimo lugar durante la primera semifinal, celebrada el 10 de mayo de ese año, precedida por Chipre con Minus One interpretando «Alter Ego» y seguida por Estonia con Jüri Pootsmann interpretando «Play». Durante la emisión del certamen, la canción fue anunciada entre los diez temas elegidos para pasar a la final, y por lo tanto cualificó para competir en esta. La canción había quedado en séptimo puesto de 18 con 170 puntos.
Días más tarde, durante la final celebrada el 19 de mayo de 2016, la canción fue interpretada en 24º lugar, precedida por Georgia con Nika Kocharov & Young Georgian Lolitaz interpretando «Midnight Gold» y seguida por Reino Unido con Joe & Jake interpretando «You're not alone». Finalmente, la canción quedó en 13.er puesto con 151 puntos.

## Promoción

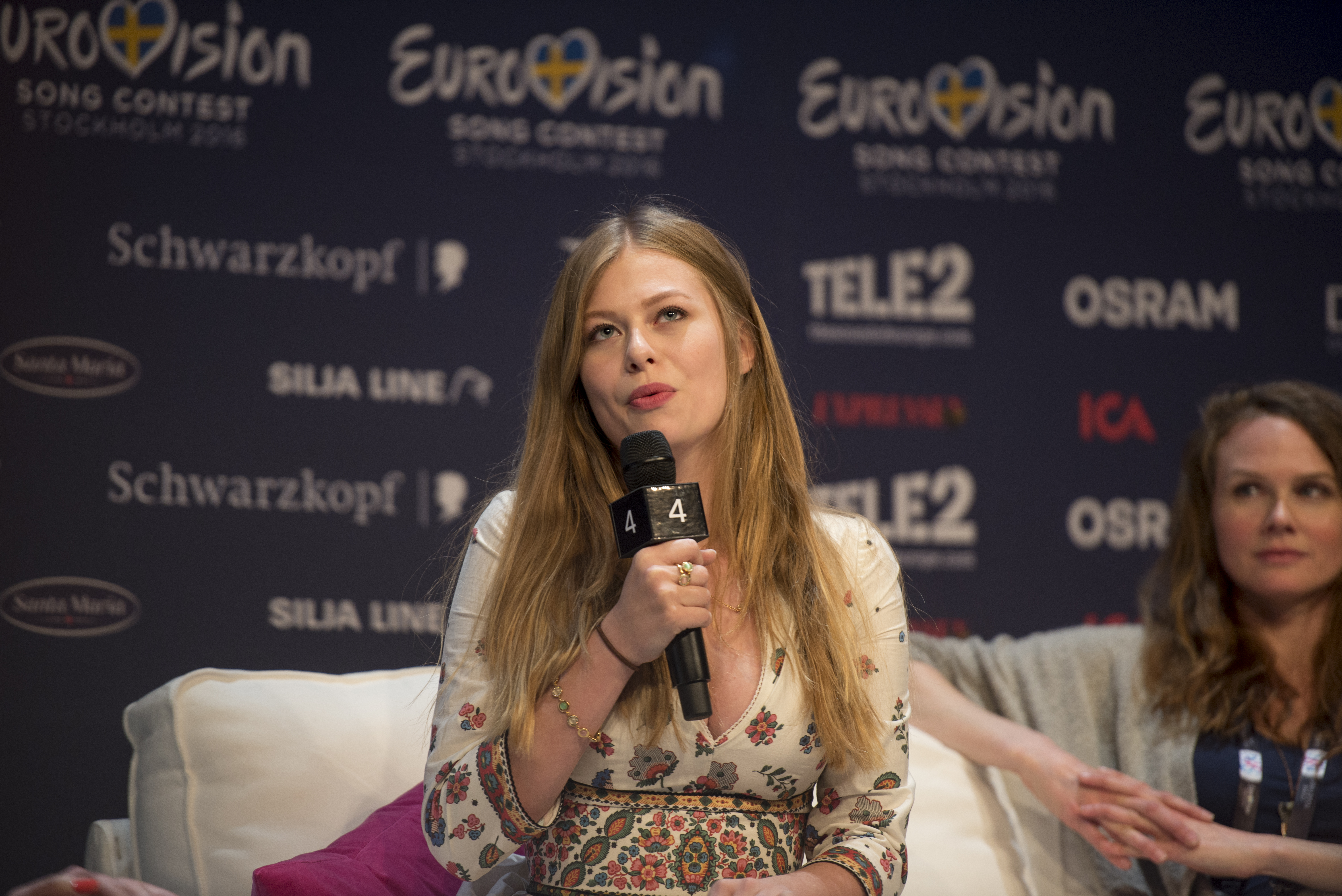
Zoë durante un acto de presentación en Estocolmo.

Zoë hizo varias apariciones alrededor de Europa para promover la canción «Loin d'ici» como la representación austríaca de Eurovisión. El 9 de abril, actuó durante el evento Eurovision in Concert que tuvo lugar en el centro Melkweg en Ámsterdam, Países Bajos, presentado por Cornald Maas y Hera Björk. Entre el 11 y 13 de abril, Zoë participó en actividades promocionales en Tel Aviv, Israel, y actuó durante el evento Israel Calling organizado en el centro Ha'teatron. El 17 de abril, Eneda Tarifa actuó durante London Eurovision Party, que tuvo lugar en el Café de París en Londres, Reino Unido, y fue presentado por Nicki French y Paddy O'Connell.
Además de sus apariciones internacionales, Zoë interpretó la canción durante la emisión de Amadeus Austrian Music Awards por ATV, que tuvo lugar en el Volkstheater en Viena el 3 de abril y actuó como invitante musical en el programa de ORF Dancing stars el 15 de abril Zoë también actuó durante el programa de ORF 2 Guten Morgen Österreich el 15 de abril y en el evento Starnacht am Neusiedler See en Podersdorf am See el 19 de abril, que fue emitido en MDR el 30 de abril y en ORF 2 en Austria el 7 de mayo. El 27 de abril, se celebró una fiesta de despedida antes de que viajara a Estocolmo para el festival, organizado por Riem Hagazi.

## Formatos
| Descarga digital |              |          |  |
| N.º              | Título       | Duración |  |
| 1.               | «Loin d'ici» | 3:00     |  |

## Posicionamiento en listas

### Semanales
| País         | Lista             | Mejor posición |      |
| 2016         | 2016              | 2016           | 2016 |
| ------------ | ----------------- | -------------- | ---- |
| Austria      | Ö3 Austria Top 40 | 13             |      |
| Bélgica      | Ultratip Flanders | 40             |      |
| Francia      | SNEP              | 99             |      |
| Países Bajos | Single Top 100    | 117            |      |
| Suecia       | Sverigetopplistan | 66             |      |

## Historial de lanzamiento
| Región  | Fecha                | Formato                                  | Ref.  |
| ------- | -------------------- | ---------------------------------------- | ----- |
| Mundial | 5 de febrero de 2016 | Global Rockstar Music – Descarga digital | [ 3 ] |